# 우리는 마샬: 불멸의 팀
우리는 마샬 : 불멸의 팀(We Are Marshall)은 미국에서 제작된 맥지 감독의 2006년 드라마 영화이다. 매튜 맥커너히 등이 주연으로 출연하였고 배질 이와닉 등이 제작에 참여하였다.

## 출연

### 주연
- 매튜 맥커너히
- 매튜 폭스

### 조연
- 헌틀리 리터

## 제작진
- 미술: 톰 메이어
- 의상: 대니 글릭커
- 배역: 저스틴 배델리
- 배역: 킴 데이비스